# De Meersen
De Meersen is een natuurgebied in de vallei van de Jeker, ten westen van Mal en onderdeel van het Landschapspark van de Oostelijke Jeker. Het wordt beheerd door Natuurpunt.
Het gebied bestaat uit Grootmeers en Kleinmeers, en wordt gevormd door een moerassige laagte. De Meersen omvat meer dan 20 ha rietlanden, afgewisseld met elzenbroekbosjes en dergelijke. Het riet wordt 's-winters gemaaid met afvoer van het maaisel, om verschraling te bewerkstelligen.
Men vindt hier de rietorchis en tal van vogelsoorten, zoals sprinkhaanrietzanger, rietzanger, rietgors, spotvogel, bruine kiekendief, rietgors, blauwborst en blauwe kiekendief.